# Yan Liben

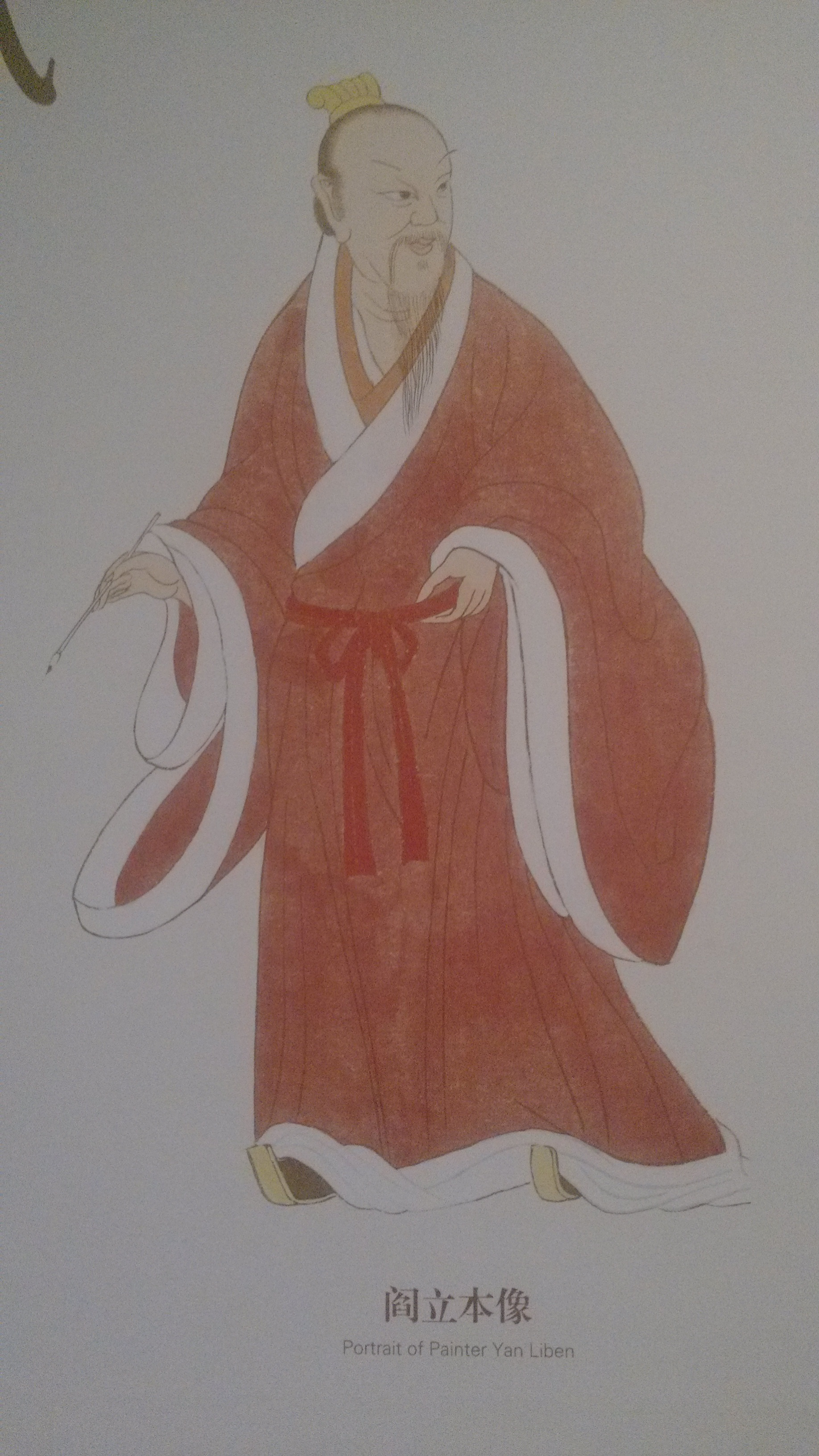
Retrato de Yan Liben

Yan Liben (Chino: 閻立本; pinyin: Yán Lìběn; Wade–Giles: Yen Li-pen) (c. 600-673), formalmente Barón Wenzhen de Boling (博陵文貞男), fue un pintor chino y dignatario del gobierno en los inicios de la Dinastía Tang.  Su trabajo más renombrado es el Rollo de los trece emperadores.  También pintó los Retratos en el Pabellón Lingyan, durante el reinado del Emperador Taizong (dinastía Tang), encargado en el año 643 para conmemorar a los 24 colaboradores más importantes del reinado del Emperador Taizong, así como 18 retratos que conmemoran a los 18 académicos que sirvieron al Emperador Taizong cuando era el Príncipe  de Qin.  Las pinturas de Yan incluyeron retratos pintados de varios emperadores chinos, desde la Dinastía Han (202 a. C. - 220 d. C.) hasta el periodo de la Dinastía Sui (581-618). Sus trabajos fueron altamente valorados por los escritores de la dinastía Tang Zhu Jingxuan y Zhang Yanyuan, quienes dijeron que sus pinturas eran "trabajos incluidos entre las glorias de todos los  tiempo".
De los años 669 a 673, Yan Liben también sirvió como canciller del Emperador Gaozong (r. 649-683), hijo del Emperador Taizong.

## Orígenes
No se sabe cuándo nació Yan Liben.  Sus antepasados eran originarios de Mayi (馬邑, en la moderna Shuozhou, Shanxi), pero se mudaron a la región de Guanzhong (es decir, la región alrededor de Chang'an) varias generaciones antes de Yan Liben. Su  padre Yan Pi (閻毘) fue el subdirector de asuntos de palacio durante la Dinastía Sui, y Yan Liben y su hermano mayor Yan Lide (閻立德) fueron conocidos por sus capacidades en arquitectura y al servicio del gobierno imperial en aquella área.

## Durante el reinado del Emperador Taizong

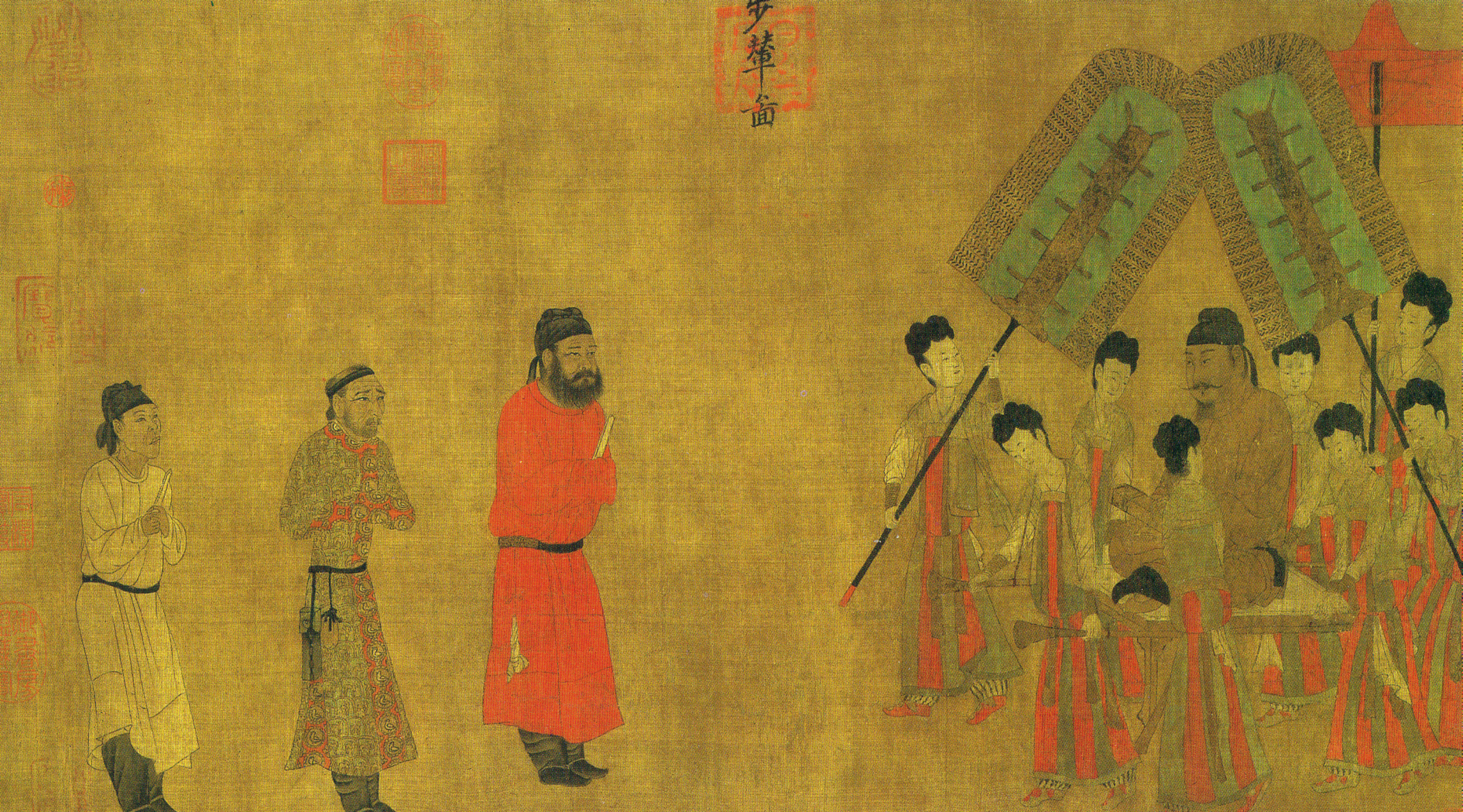
El Emperador Taizong recibiendo al emisario tibetano

Aunque Yan Liben estaba muy preparado para proyectos de trabajo público, era particularmente conocido por sus dotes artísticas. Fue por esta razón que el Emperador Taizong, el segundo emperador de la dinastía Tang, encargó a Yan pintar retratos que conmemoraran a los 24 grandes colaboradores de su reinado en el Pabellón Lingyan, así como los de los 18 académicos que le sirvieron cuándo era el Príncipe  de Qin. Su El Emperador Taizong recibiendo al emisario tibetano data, probablemente, de este periodo. 
A pesar de que la aristocracia china aceptaba la pintura como uno de sus pasatiempos, la profesión de pintor no era una vocación altamente venerada.  En una ocasión, cuando el Emperador navegaba en una barca con sus becarios en el estanque imperial, el Emperador vio unas aves y pidió a sus académicos que escribieran unos poemas para recoger aquel momento y mandó llamar a Yan Liben para que pintara la escena. Yan Liben ya era un funcionario de categoría media y, cuando oyó que lo llamaban para pintar, se avergonzó de que sólo lo conocieran como pintor y comentó con su hijo: "había estudiado bien cuando  era joven, y  fui afortunado de poder evitar ser despedido del servicio oficial y de ser conocido por mis habilidades. Sin embargo, ahora sólo soy conocido por mis dotes pictóricas y he terminado siendo un sirviente. Esto es una vergüenza. No aprendas esta habilidad."  Aun así, puesto que le gustaba la pintura, continuó practicándola incluso después de este incidente.

## Durante el reinado del Emperador Gaozong
Durante la era Xianqing (656-661) del reinado del Emperador Gaozong, hijo de Taizong, Yan Liben sirvió como arquitecto imperial.  Más tarde sucederá a su hermano Yan Lide como el ministro de trabajos públicos (工部尚書, Gongbu Shangshu).  Alrededor del año nuevo de 669, se convierte en Te Xiang (右相) -- cabeza de la agencia de exámenes del gobierno (西臺, Xi Tai); fue promovido a un puesto de canciller y el Emperador Gaozong lo nombró Barón de Boling.  Como su compañero canciller, Jiang Ke (suplente de la agencia legislativa (左相, Zuo Xiang)) fue promovido a canciller al mismo tiempo, debido a sus exitosas batallas, unos versos de tono despectivo fueron escritos, declarando "El Zuo Xiang estableció su poder sobre el desierto, y el Tú Xiang estableció su fama sobre un lienzo."  En 670, Yan se convierte oficialmente en cabeza de la agencia legislativa, con el título de Zhongshu Ling (中書令).  Murió en 673.

## Galería

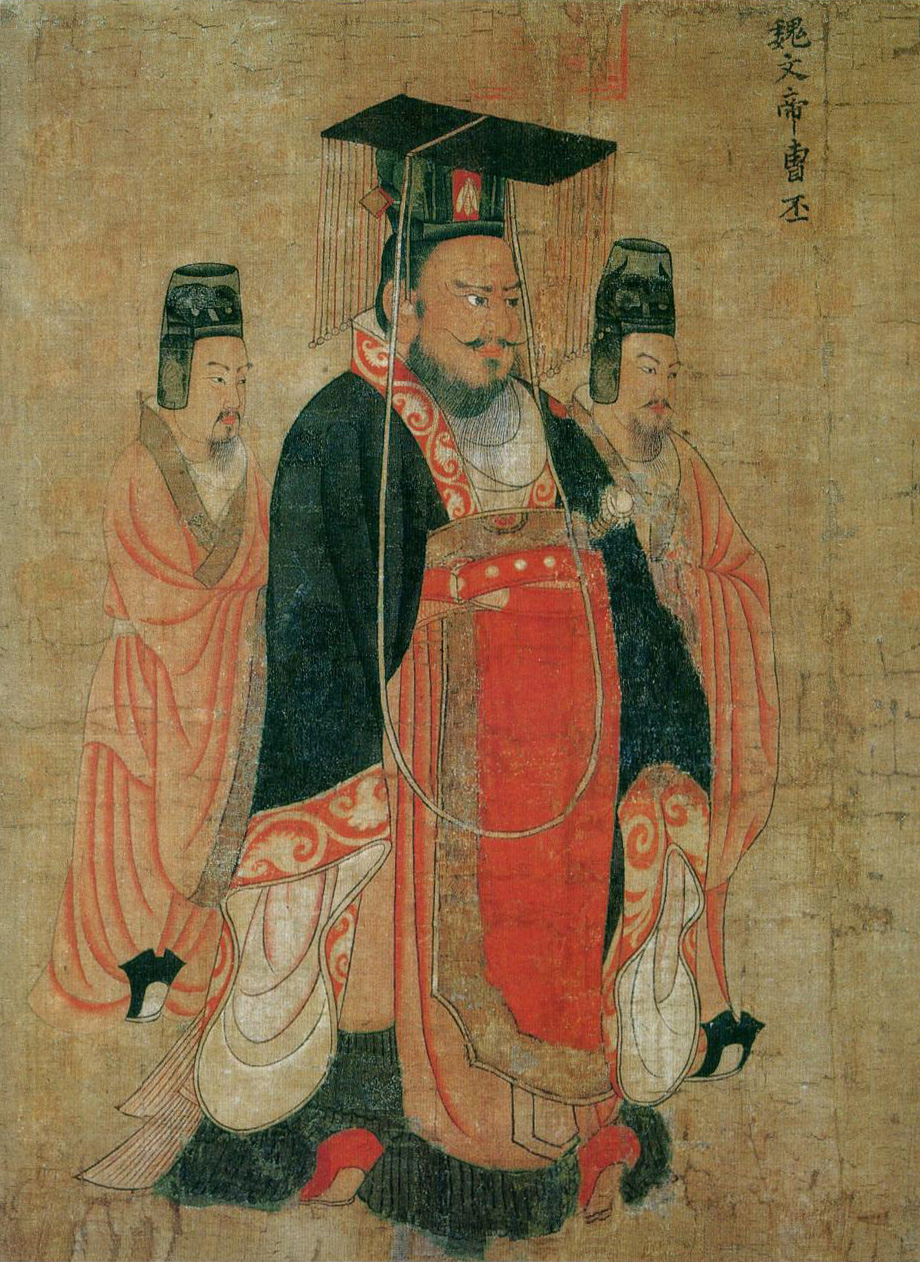
Emperador Wen del Reino de Wei
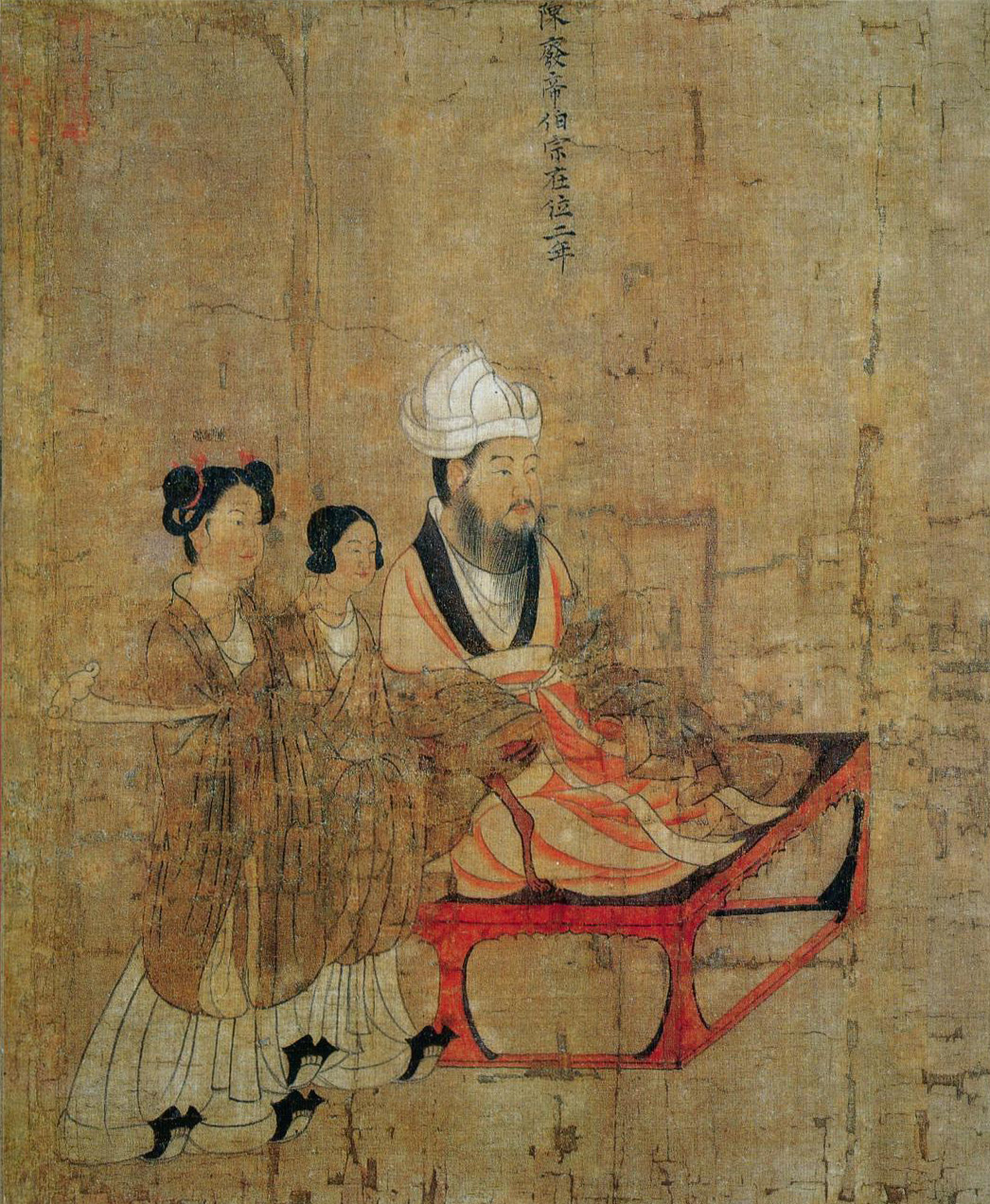
Emperador Fei de la Dinastía Chen
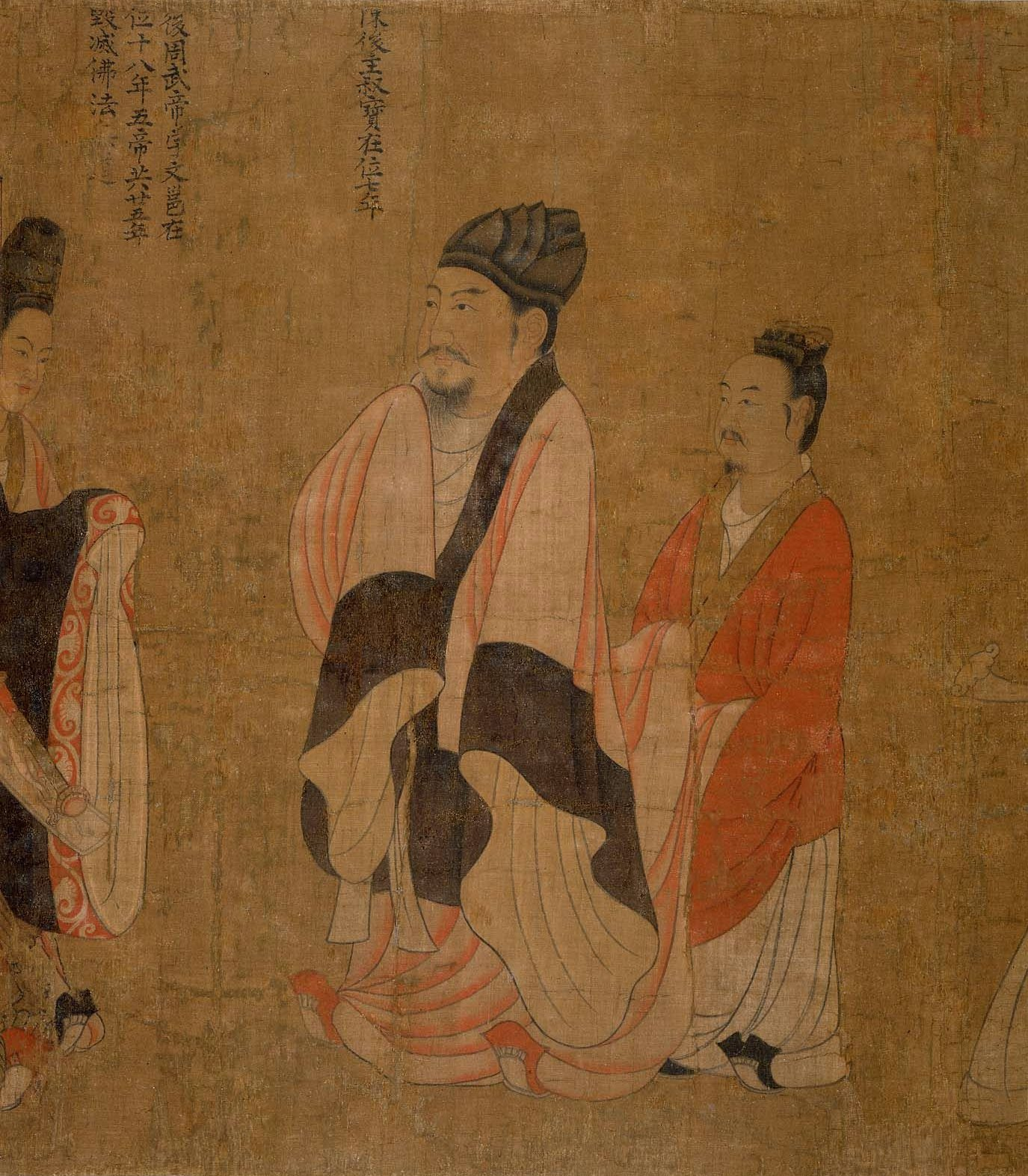
Emperador Houzhu de la Dinastía Chen
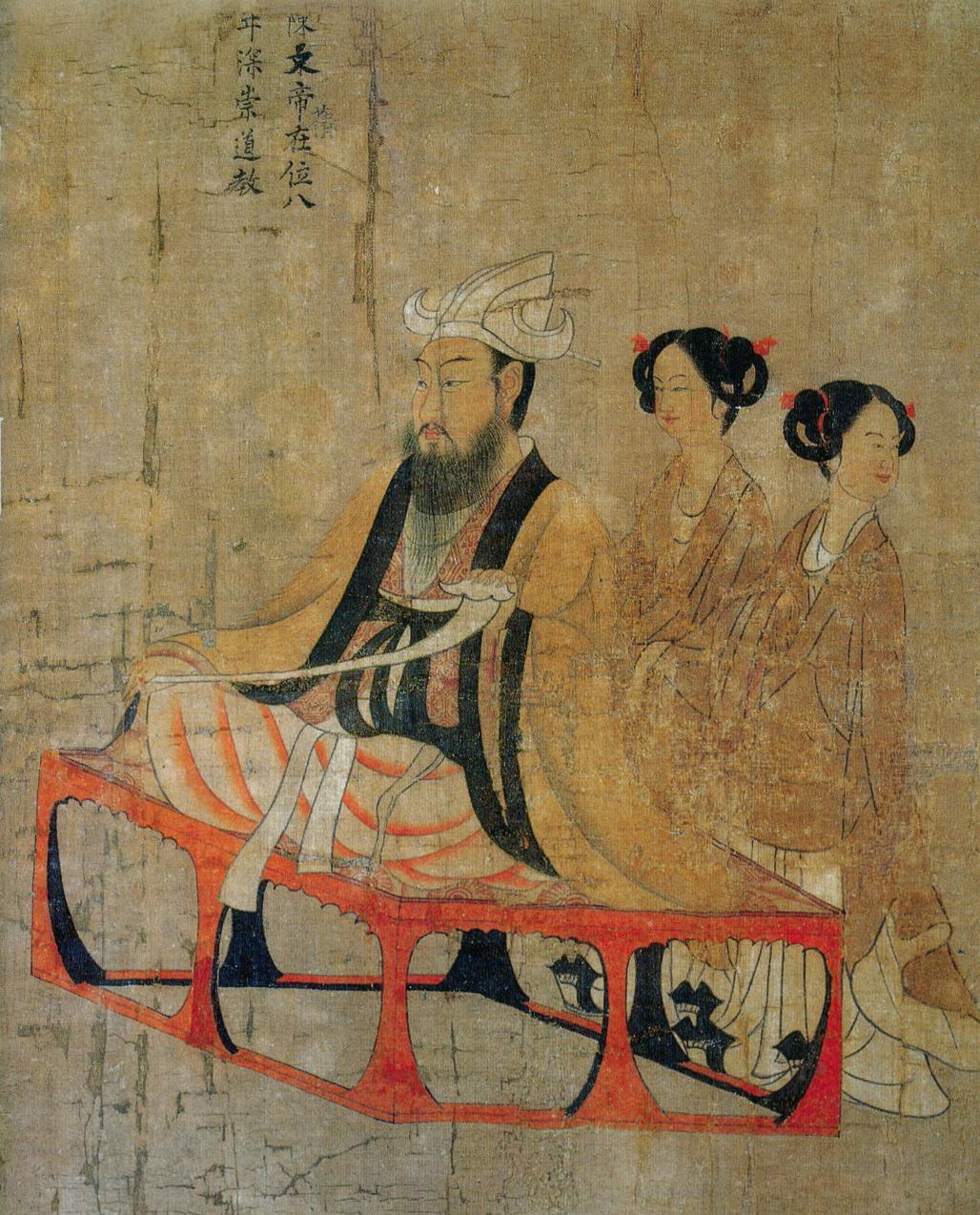
Emperador Wen de la Dinastía Chen
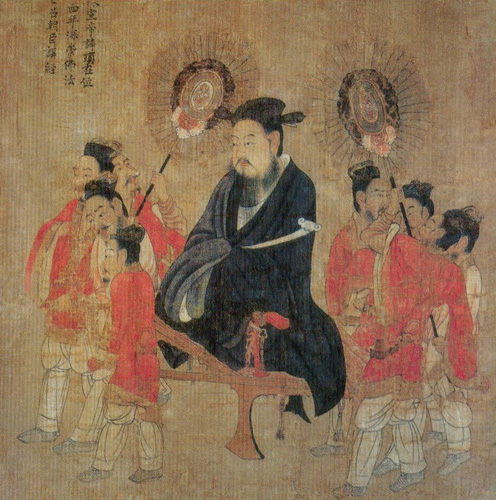
Emperador Xuan de la Dinastía Chen
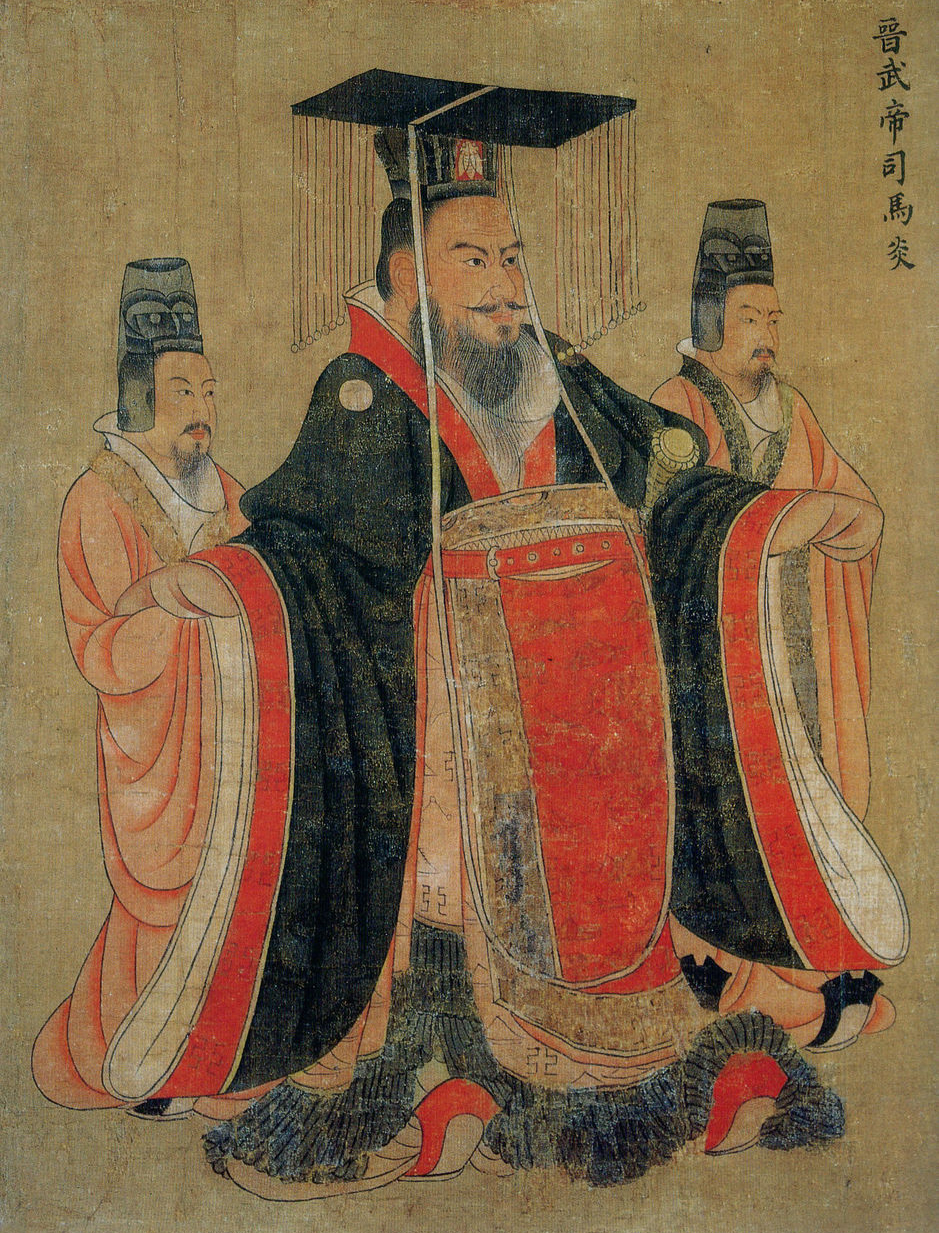
Emperador Wu de la Dinastía Jin
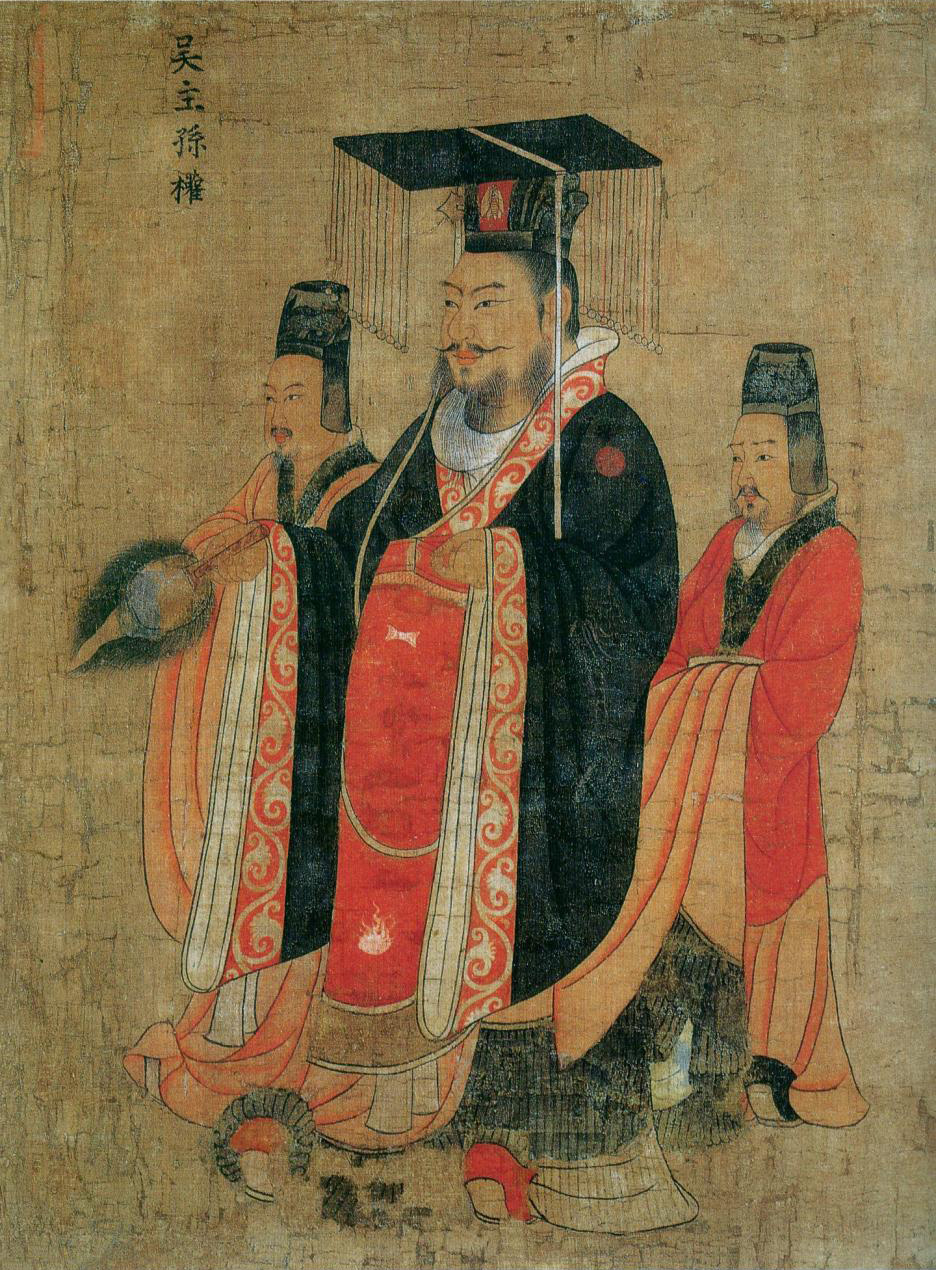
Emperador Da de la Dinastía de los Wu Occidentales
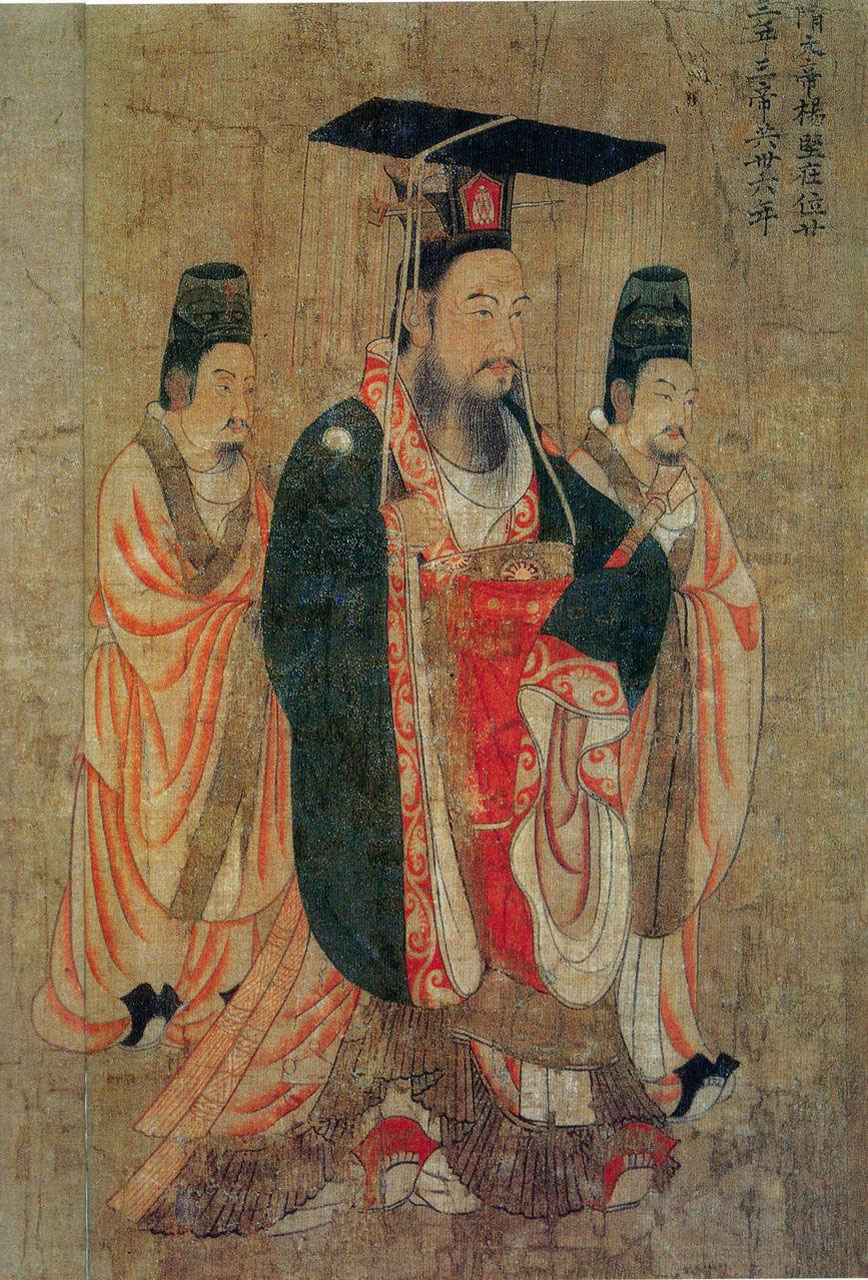
Emperador Wen de la Dinastía Sui
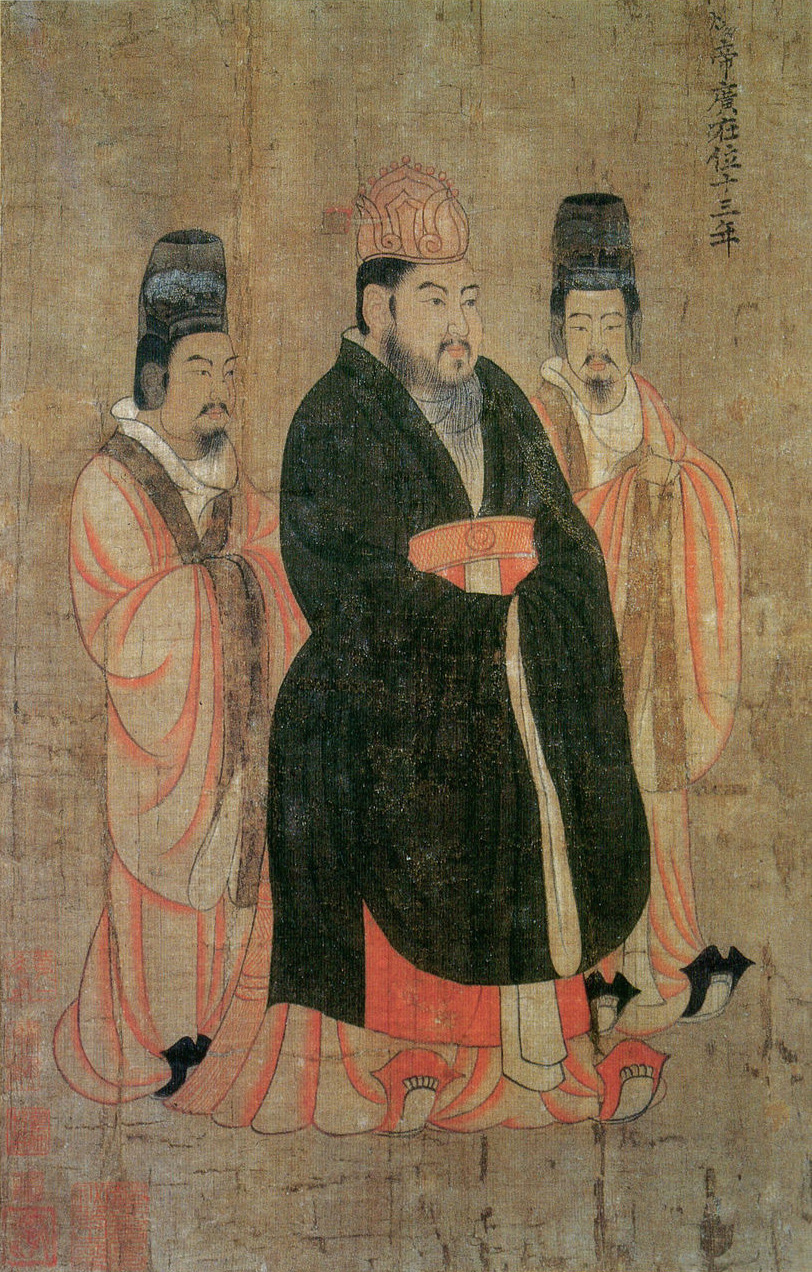
Emperador Yang de la Dinastía Sui
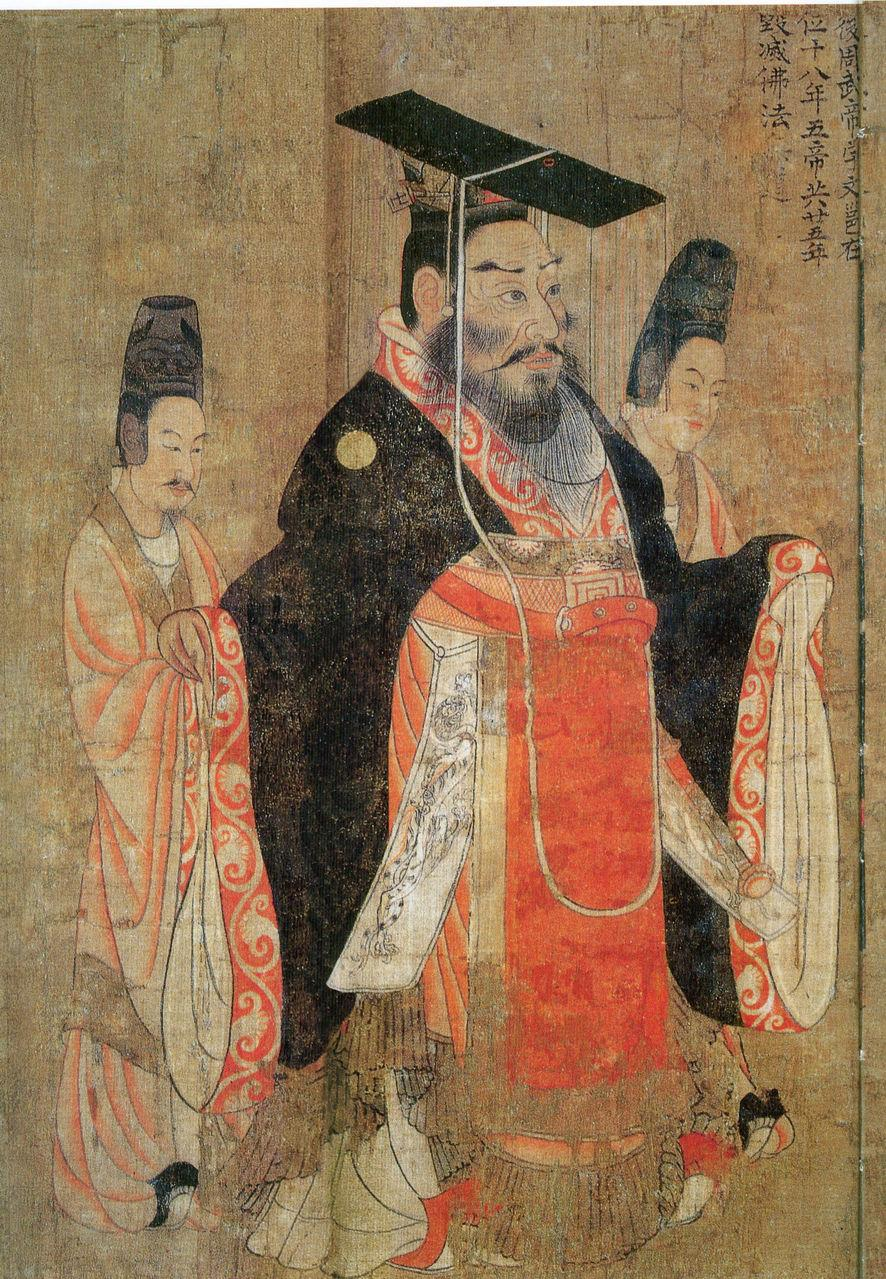
Emperador Wu de la Dinastía Zhou del Norte
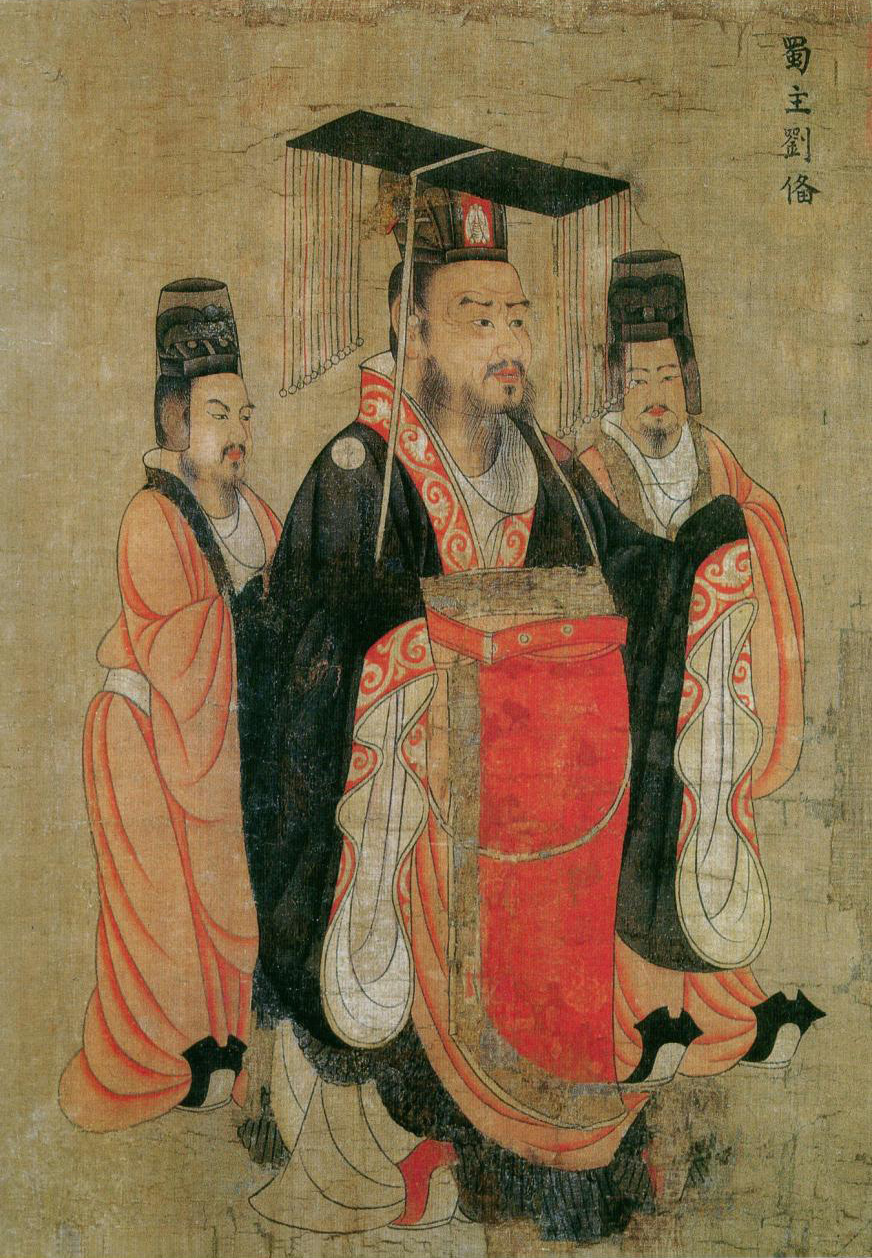
Emperador Zhaolie de la Dinastía Shu
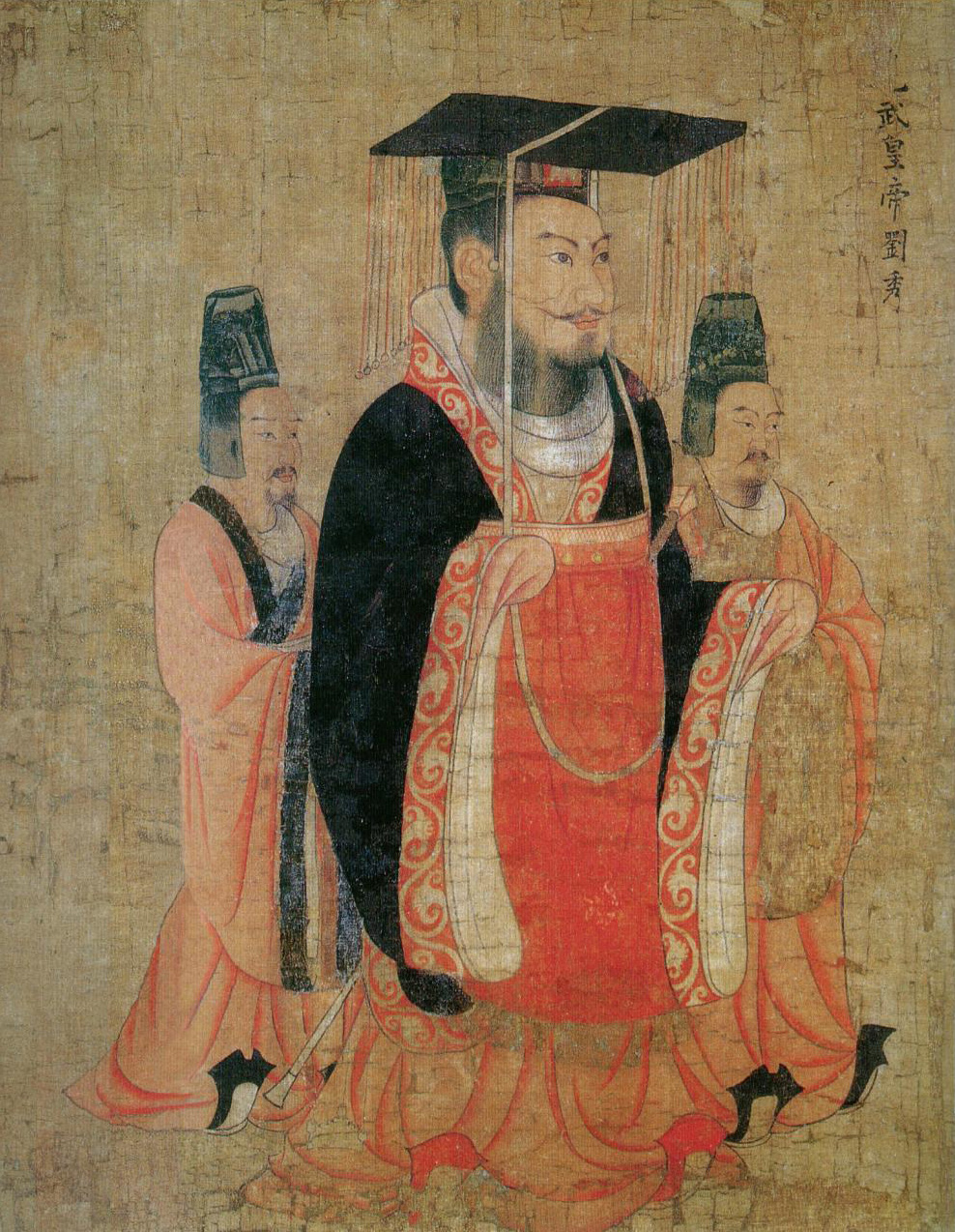
Emperador Guangwu de la Dinastía Han
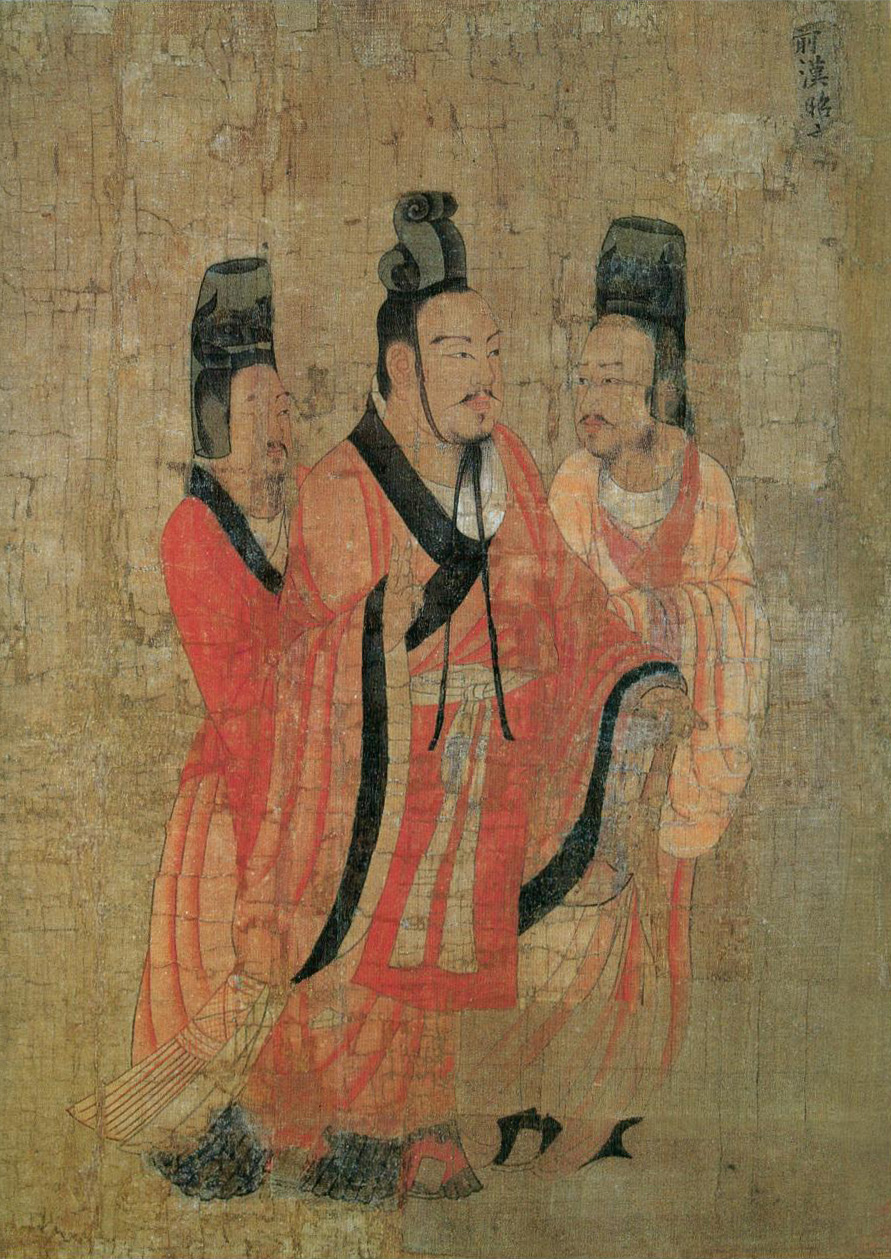
Emperador Zhao de la Dinastía Han
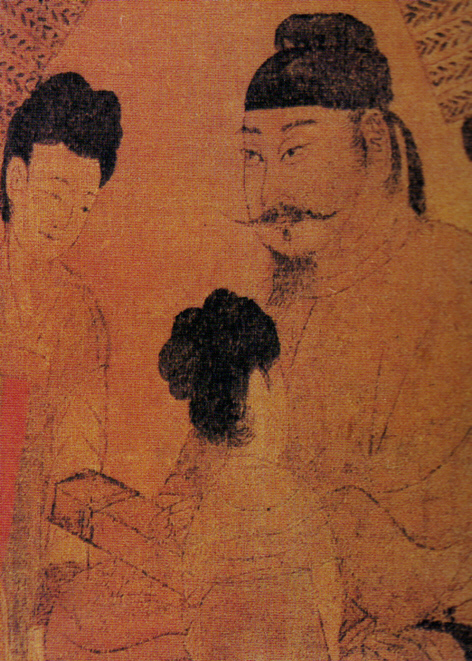
Emperador Taizong de la Dinastía Tang
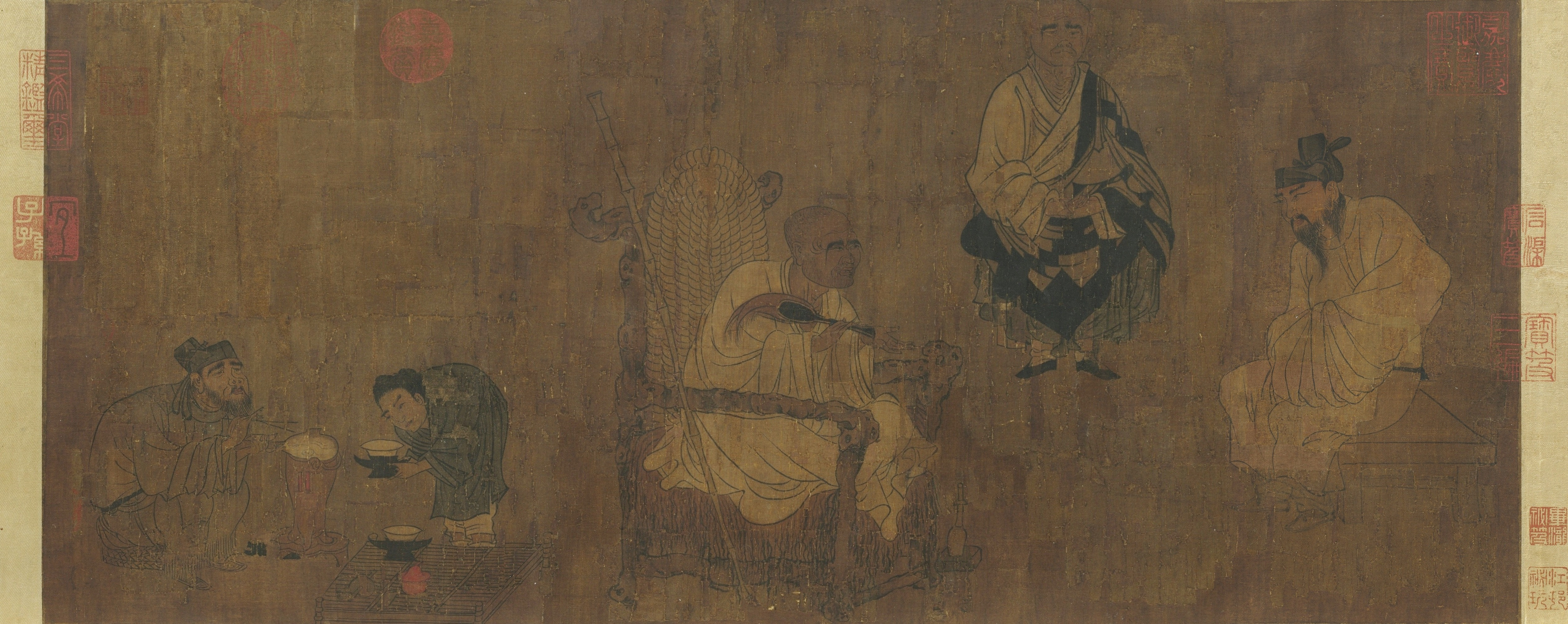
Xiao Yi Adquiriendo el Prefacio de Pabellón de la Orquídea por engaño (蕭翼賺蘭亭圖)
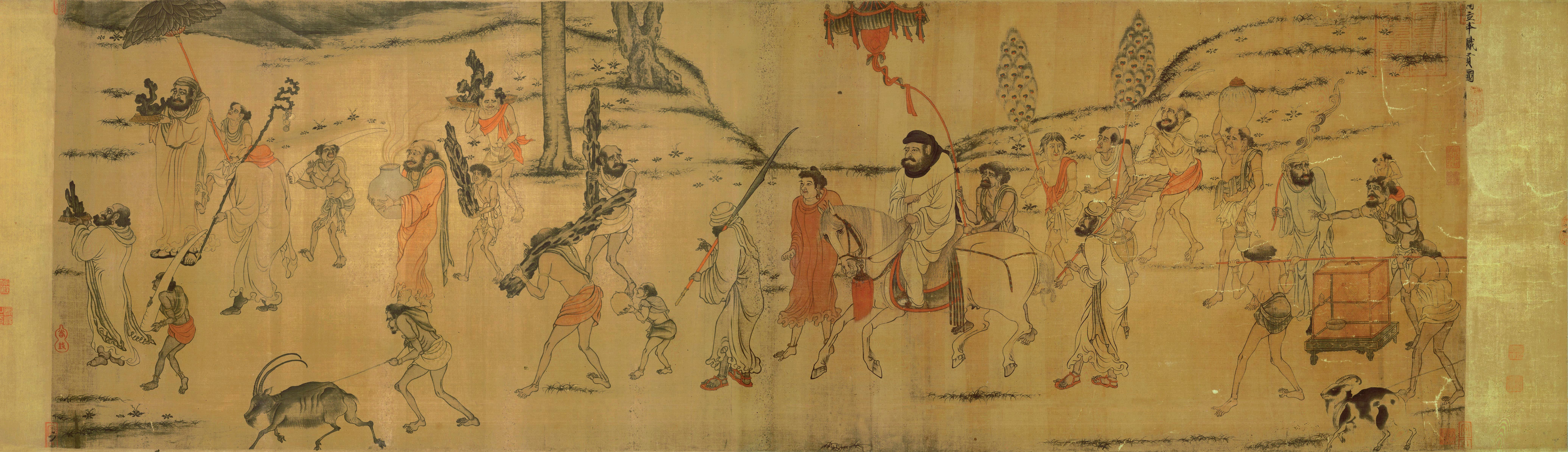
Retratos de la Ofrenda periódica de Tang, describiendo a emisarios extranjeros con portadores de tributos. Copia de la Dinastía Song.
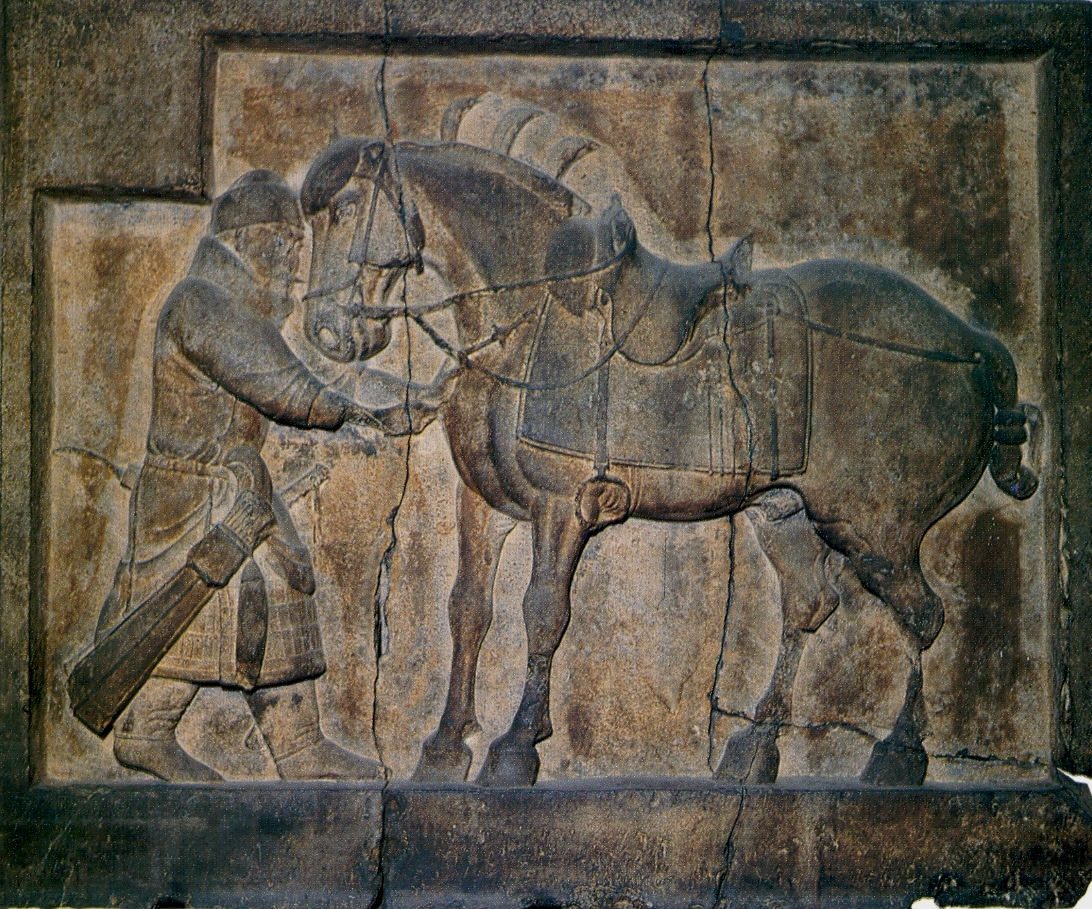
Uno de los Seis corceles del Mausoleo Zhao, "Saluzi" (颯露紫) o Rocío de Otoño

### Modernas
- Fong, Mary H. "Tang Tomb Murals Reviewed in the Light of Tang Texts on Painting" Artibus Asiae (Volumen 45, Número 1, 1984): 35–72.

### Antiguas
- Libro viejo de Tang, vol. 77.
- Libro nuevo de Tang, vol. 100.
- Zizhi Tongjian, vols. 201, 202.